# Porphyrostachys pilifera
Porphyrostachys pilifera är en orkidéart som först beskrevs av Carl Sigismund Kunth, och fick sitt nu gällande namn av Heinrich Gustav Reichenbach. Porphyrostachys pilifera ingår i släktet Porphyrostachys och familjen orkidéer. Inga underarter finns listade i Catalogue of Life.